# Platycerium superbum
Platycerium superbum là một loài dương xỉ trong họ Polypodiaceae. Loài này được de Jonch. & Hennipman mô tả khoa học đầu tiên..
Danh pháp khoa học của loài này chưa được làm sáng tỏ. 

## Hình ảnh

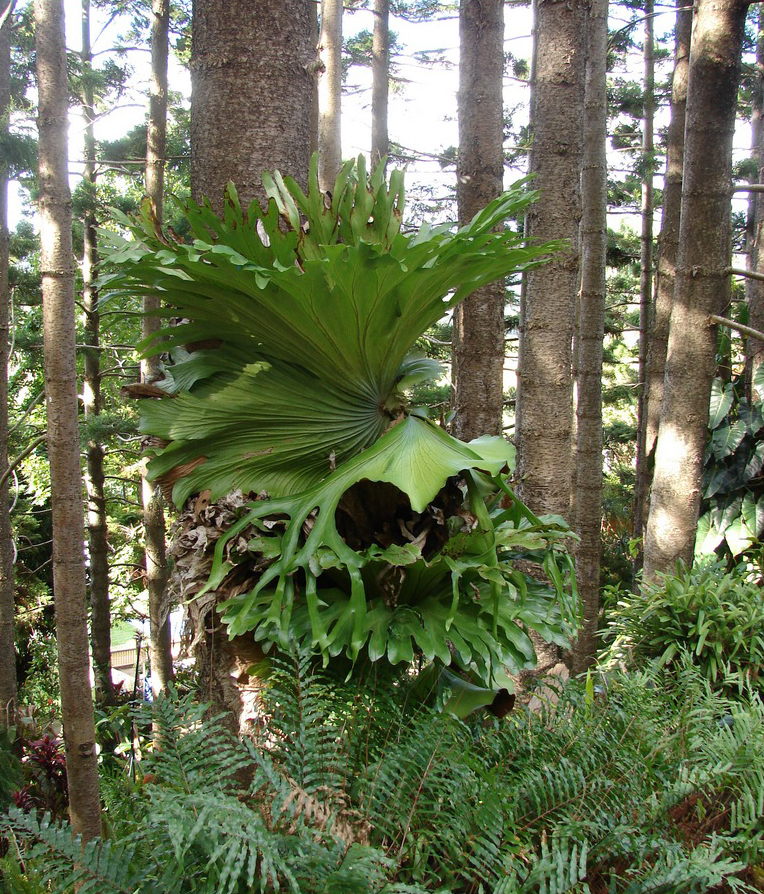
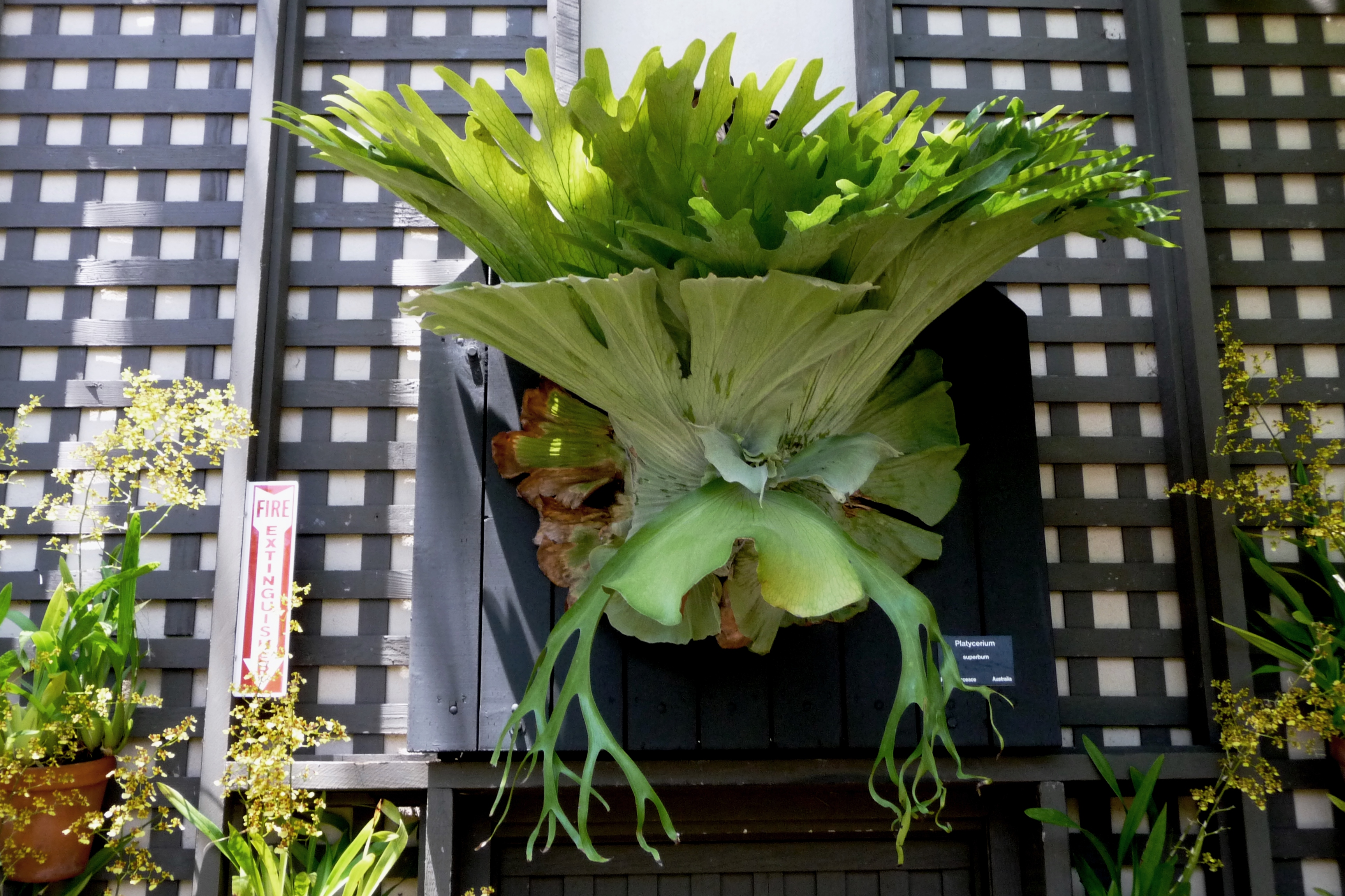
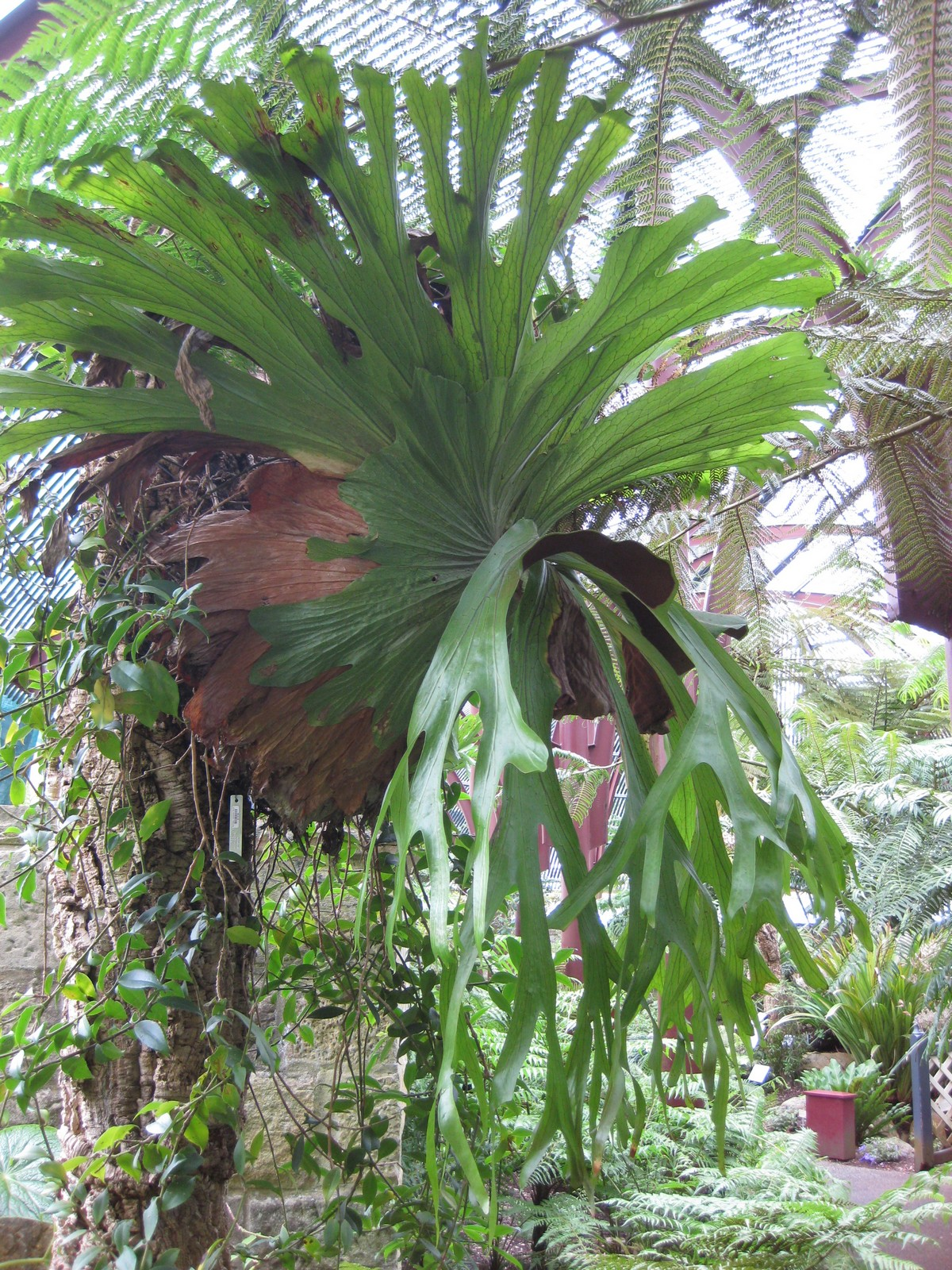
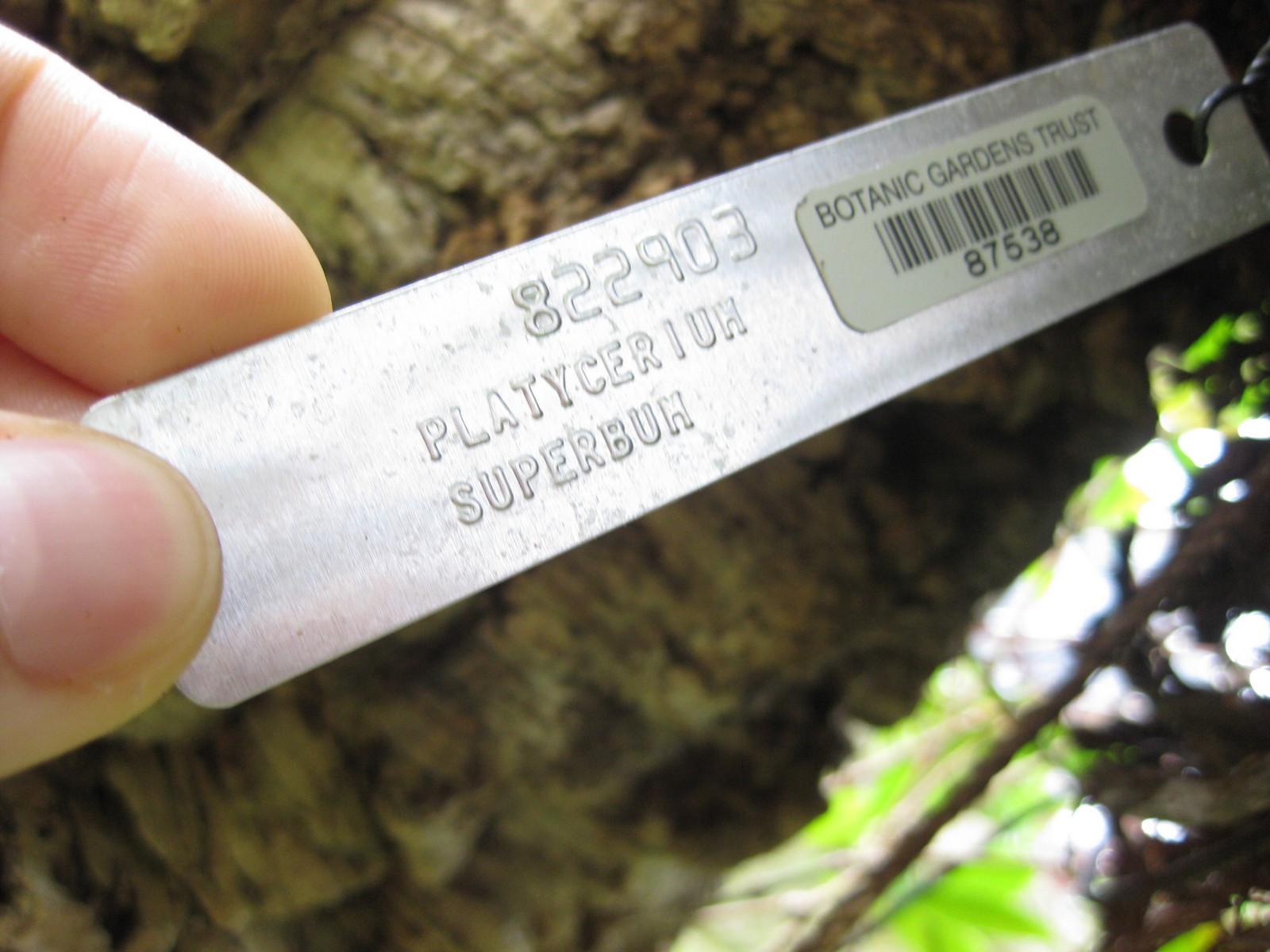